# Осипов, Семён Никифорович
Семён Никифорович Осипов (14 сентября 1913 Лелеки (ныне Городской округ Семёновский, Нижегородская область) — май 1945 Прибалтика, СССР) — участник Великой Отечественной войны, полный кавалер ордена Славы.

## Биография
Родился 14 сентября 1913 в деревни Лелеки (ныне Нижегородская область) в крестьянской семье. После окончания школы, работал председателем колхоза.  С июля 1941 в Красной Армии. В боях начал участвовать с октября того же года. 11—13 декабря 1943 уничтожил 1 ДЗОТ и 3 пулемёта противника. 2 января 1944 награждён орденом Славы 3-й степени. 3 июля 1944 возле деревни Нивки (Витебская область), отразил вражескую контратаку, уничтожил 3 огневые точки противника и около одного отделения пехоты противника. 5 августа 1944 награждён орденом Славы 2-й степени. 11 октября 1944 во время боя возле деревни Вайнути (Литва), уничтожил вражеский пулемёт и одно орудие. 13 октября 1944 возле станции Мэдевальд, солдаты под командованием Семёна Осипова уничтожили  1 БТР и группу солдат противника. 24 марта 1945 награждён орденом Славы 1-й степени. Погиб в мае 1945 в Прибалтике.

## Награды
- Орден Славы I степени (2 января 1944)
- Орден Славы II степени (5 августа 1944)
- Орден Славы III степени (24 марта 1945)
- Медаль «За отвагу» (19 июля 1943)